# Xian de Pingyao
Ne doit pas être confondu avec Pingyao.
Le xian de Pingyao est un xian (comté) de la préfecture de Jinzhong, dans la province centrale du Shanxi, en Chine. 
Pingyao, le siège éponyme du gouvernement, est une attraction touristique classée AAAAA (en), préservant une grande partie de l'architecture des dynasties Ming et Qing. Il est sous l'administration de la ville-préfecture de Jinzhong.

## Démographie
La population du xian était de 502 712 habitants en 2010 contre 480 042 habitants en 1999.

## Divisions administratives
Le xian de Pingyao administre cinq villes et neuf cantons :  
| Les villes                        | Les villes | Les villes | Les villes        |
| Nom                               | Simp.      | Trad.      | Pinyin            |
| --------------------------------- | ---------- | ---------- | ----------------- |
| Gutao (Ancienne ville de Pingyao) | 古陶 镇    | 古陶 鎮    | Gǔtáozhèn         |
| Ninggu                            | 宁 固镇    | 宁 固鎮    | Nínggùzhèn        |
| Duancun                           | 段 村镇    | 段 村鎮    | Duàncūnzhèn       |
| Dongquan                          | 东 泉镇    | 東 泉鎮    | Dōngquánzhèn      |
| Hongshan                          | 洪 善 镇   | 洪 善 鎮   | Hóngshànzhèn      |
| Cantons                           |            |            |                   |
| Xiangle                           | 香 乐 乡   | 香 樂 鄉   | Xiānglèxiāng      |
| Zhongdu                           | 中 都 乡   | 中 都 鄉   | Zhōngdūxiāng      |
| Dujiazhuang                       | 杜杜       | 杜杜       | Dùjiāzhuāng Xiāng |
| Nanzheng                          | 南 政 乡   | 南 政 鄉   | Nánzhèngxiāng     |
| Xiangyuan                         | 襄垣 乡    | 襄垣 鄉    | Xiāngyuánxiāng    |
| Zhukeng                           | 朱 坑乡    | 朱 坑鄉    | Zhūkēngxiāng      |
| Mengshan                          | 孟 山乡    | 孟 山鄉    | Mèngshānxiāng     |
| Buyi                              | 卜 宜 乡   | 卜 宜 鄉   | Bǔyíxiāng         |
| Yuebi                             | 岳 壁 乡   | 岳 壁 鄉   | Yuèbìxiāng        |

## Voir également
- Liste des xian du Shanxi